# Паоло Герреро
Паоло Герреро (ісп. Paolo Guerrero, нар. 1 січня 1984, Ліма) — перуанський футболіст, півзахисник та нападник клубу «Аваї» та національної збірної Перу. Є одним з найвидатніших перуанських форвардів в історії.
Розпочав свою кар'єру в Німеччині в «Баварії», з якою став дворазовим чемпіоном Німеччини та володарем Кубка Німеччини. Після цього грав за «Гамбург», зігравши у формі двох команд 161 ігор в Бундеслізі, в яких забив 47 голів протягом восьми сезонів. Після цього грав у Бразилії, забивши єдиний гол за «Корінтіанс» у фіналі Клубного чемпіонат світу 2012 року. З 2015 року грає за «Фламенго».
З моменту свого дебюту в 2004 році, Герреро зіграв понад 60 матчів за збірну Перу, представляючи її на трьох Кубках Америки. Він допомагав своїй збірній ставати бронзовими призерами на турнірах в 2011 і 2015 роках, а також ставав найкращим бомбардиром в обох цих турнірах. Крім того 2015 року Герреро з'явився в списку з 59 номінантів на Золотий м'яч ФІФА і став першим перуанським футболістом, що досяг такого міжнародного визнання.

## Клубна кар'єра

### Ранні роки
Народився 1 січня 1984 року в місті Ліма. Паоло Герреро в 6 років потрапив до Академії Персі Рохаса. Там він виступав протягом двох місяців, а вже через рік він потрапив в систему клубу «Альянса Ліма». У 14 років в грі проти клубу «Спортінг Крістал» юний футболіст отримав свою першу червону картку. Граючи за різні юнацькі команди «Альянси» Герреро неодноразово ставав найкращим бомбардиром чемпіонатів, а в 1999 році був визнаний найкращим гравцем чемпіонату, причому нагороду йому вручав сам глава федерації перуанського футболу Ніколас Дельфіно. У 2000 році Герреро став чемпіоном у чемпіонатах для гравців 1982, 1983 і 1984 років народження. За 10 років, які він провів у різних молодіжних командах «Альянси», він забив понад 200 голів.
У липні 2001 року головний тренер основної команди Хайме Дуарте викликав Герреро на тренування з основним складом. У січні 2002 року Паоло був переведений до основного складу клубу, проте професійного контракт з «Альянсою» він так і не підписав. Як потім пояснив батько гравця, клуб запропонував невигідні фінансові умови.
Молодого таланта помітив головний скаут мюнхенської «Баварії» Вольфганг Дреммлер. Йому надійшла пропозиція від клубу, який запропонував за молодого форварда 230 тис. євро. За основний склад перуанського клубу Герреро провів лише один товариський матч із «Пеньяролем», в ньому він з'явився усього на кілька хвилин, ще в кількох матчах він залишався в запасі.

### «Баварія»
Підписавши влітку 2002 року контракт з німецьким грандом до 2006 року, Герреро відправився виступати за «Баварію II», яка виступала у регіональній лізі «Південь». В основному складі клубу Герреро дебютував лише 3 грудня 2003 року, вийшовши на заміну замість Роке Санта Круса на 76-й хвилині матчу Кубку Німеччини з «Гамбургом», що завершився перемогою мюнхенців з рахунком 3:0. У тому сезоні Герреро більше не виступав за основний склад «Баварії». Зате з другим складом він став чемпіоном і, забивши 21 гол, найкращим бомбардиром регіональної ліги «Південь».
Влітку 2004 року Герреро отримав травму коліна і вибув на кілька місяців. 23 жовтня 2004 року він нарешті дебютував у Бундеслізі. Його дебют припав на виїзний матч з «Ганзою» з Ростока, замінивши на 55-й хвилині Вахіда Хашемяна. Герреро за час, що залишився, встиг віддати гольовий пас на Мехмета Шолля, який і встановив остаточний рахунок матчу 2:0 на користь «Баварії». За підсумками матчу перуанець отримав від Kicker оцінку 3,0 оцінку — вище в команді отримали тільки Мехмет Шолль, Роберт Ковач і Віллі Саньйоль. В перших чотирьох матчах у Бундеслізі Герреро забив чотири м'ячі. 3 листопада того ж року Герреро дебютував у єврокубках в матчі Ліги чемпіонів проти «Ювентуса», коли Герреро на 90-й хвилині замінив Хасана Саліхаміджича. Всього у своєму першому повноцінному сезоні в основному складі «Баварії» Хосе Паоло Герреро став чемпіоном Німеччини і володарем Кубку Німеччини, провівши в цілому 20 матчів і забивши 7 голів. Завдяки своїм успішним виступам у березні 2005 року керівництво «Баварії» продовжило контракт з Герреро до 2008 року. 

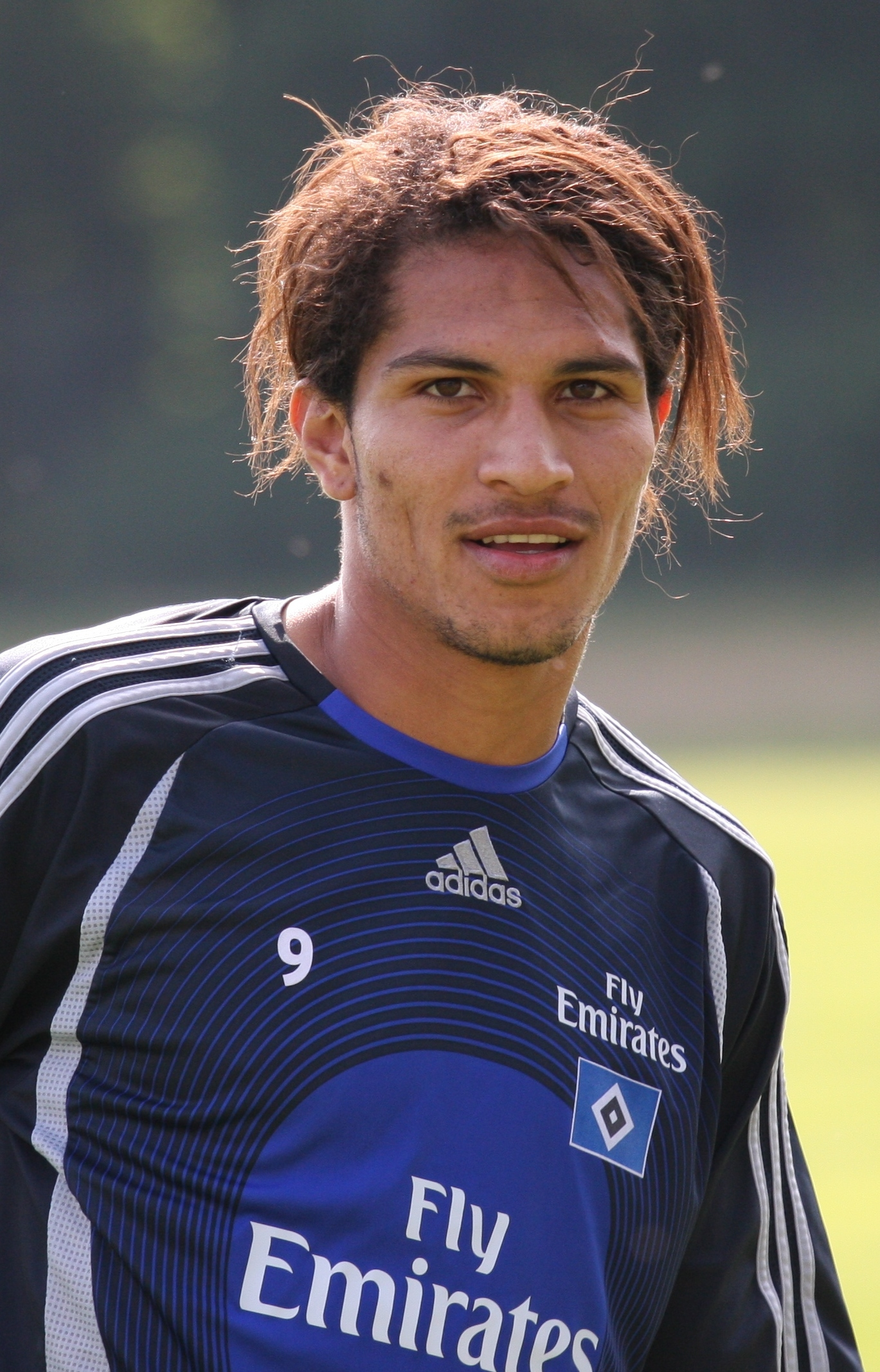
Паоло Герреро під час виступів за «Гамбург». 15 травня 2008 року.

У наступному сезоні Герреро знову залишався резервним гравцем, в основному виходячи на заміну. У першому матчі нового розіграшу Ліги чемпіонів Герреро забив єдиний гол у матчі з віденським «Рапідом». Незважаючи на успішний початок за весь сезон Герреро отримав кілька травм і зіграв лише в 24 матчах у всіх турнірах і забив в них 6 голів, проте додав у свою скарбничку ще одне чемпіонство і ще один Кубок Німеччини.

### «Гамбург»
В червні 2006 року Герреро покинув Мюнхен і перейшов в «Гамбург» за 2,5 млн. євро. З «Гамбургом» перуанський нападник підписав контракт на чотири роки. Свій перший офіційний матч за «Гамбург» Герреро провів 29 липня 2006 року в матчі Кубку німецької ліги проти берлінської «Герти». Матч закінчився перемогою «Гамбурга» з рахунком 1:0, а Герреро вийшов на поле на 56-й хвилині, замінивши Александра Лааса. Свої перші голи за новий клуб перуанець забив 22 жовтня 2006 року в виїзному матчі з леверкузенським «Байєром». В тому матчі Герреро вийшов замість Данієла Любої на 69-й хвилині матчу, і вже через хвилину відкрив рахунок своїм голам за «Гамбург», а на 86-й хвилині Герреро забив і свій другий гол за клуб, той матч завершився вольовою перемогою «Гамбурга» з рахунком 2:1. У першому сезоні Герреро грав і в Лізі чемпіонів, проте «Гамбург» зайняв останнє місце в групі і не зміг потрапити навіть у Кубок УЄФА. Всього за перший сезон в «Гамбурзі» Хосе Паоло Герреро зіграв 29 матчів і забив в них 5 голів. 

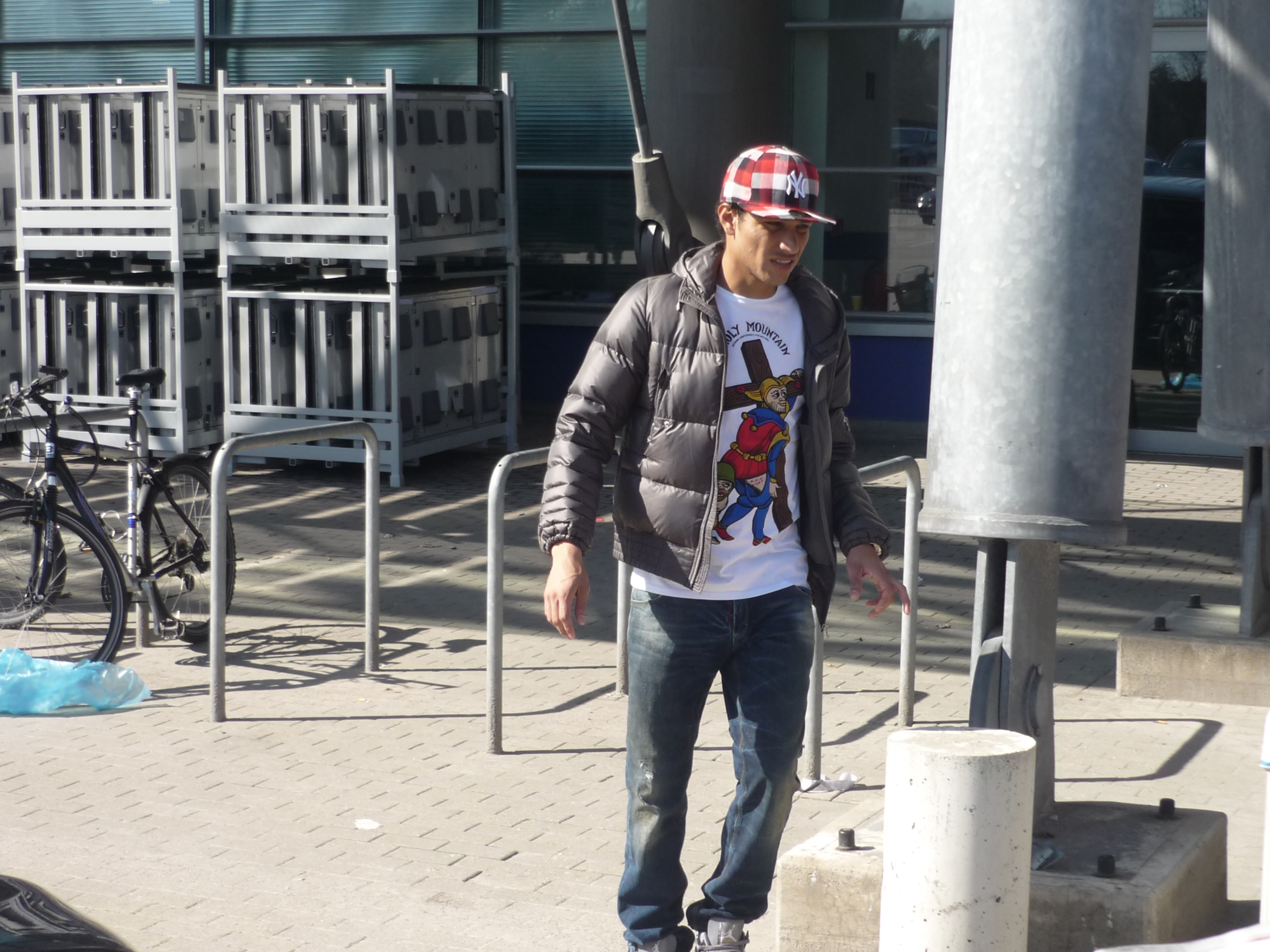
Паоло Герреро біля стадіону «Гамбурга» «Імтех-Арена». 2 квітня 2010 року.

Влітку 2007 року гравцем всерйоз цікавився англійський «Портсмут», який пропонував за футболіста 4 млн. фунтів стерлінгів, проте угода так і не відбулася. У наступному сезоні Герреро зробивши дубль у матчі з угорським «Гонведом» вивів «Гамбург» в перше коло Кубка УЄФА. Але незабаром форварда знову стали переслідувати травми через які він практично повністю пропустив груповий етап Кубка УЄФА. Незважаючи на це перуанець став основним нападником команди і відзначився 9-ма голами в 29 матчах чемпіонату та 5-ма голами в 9-ти матчах Кубка УЄФА, де його «Гамбург» дістався до стадії 1/8 фіналу. В останньому матчі чемпіонату Німеччини 2007/08 проти «Карлсруе» Герреро протягом 15-ти хвилин зробив свій перший хет-трик за час виступів у «Гамбурзі». 
У сезоні 2008/09 перуанець знову забив 9 голів у чемпіонаті, тільки цього разу для цього йому знадобився 31 матч, а в Кубку УЄФА, де його клуб дістався до півфіналу, перуанець записав на свій рахунок 4 голи в 12 матчах, причому 2 голи з 4-х припали на виїзний матч з «Галатасараєм», після того як вдома «Гамбург» зіграв внічию 1:1, до 50-й хвилині матчу в Стамбулі вони вже програвали 0:2, але завдяки двом голам Герреро на 57-й і 60-й хвилинах матчу німці зуміли вирівняти становище, а на 89-й хвилині матчу напарник Герреро Івиця Олич і зовсім забив третій гол, остаточно знявши питання про те, хто пройде у чвертьфінал. 
Влітку 2009 року Дік Адвокат, головний тренер санкт-петербурзького «Зеніту», був зацікавлений у придбанні перуанського форварда, але угода так і не відбулася. Більшу частину сезону 2009/10 Герреро пропустив через травму ноги, отриману в матчі за збірну, і дискваліфікацію, яку Герреро отримав за те, що після матчу з «Ганновером» кинув пляшку в одного з уболівальників. За цей вчинок німецький футбольний союз оштрафував футболіста на 20 тис. євро і дискваліфікував його на п'ять матчів. Незважаючи на це перуанець, який зіграв всього в 13 матчах за сезон, зумів забити 7 голів. Згодом за інцидент з уболівальником окружний суд Гамбурга зобов'язав Герреро виплатити 100 тис. євро на користь благодійної організації та призначив йому дворічний випробувальний термін. Спочатку футболіст спробував оскаржити це рішення, проте подальший розгляд йому загрожував тюремним терміном, і футболіст відмовився від претензій. 

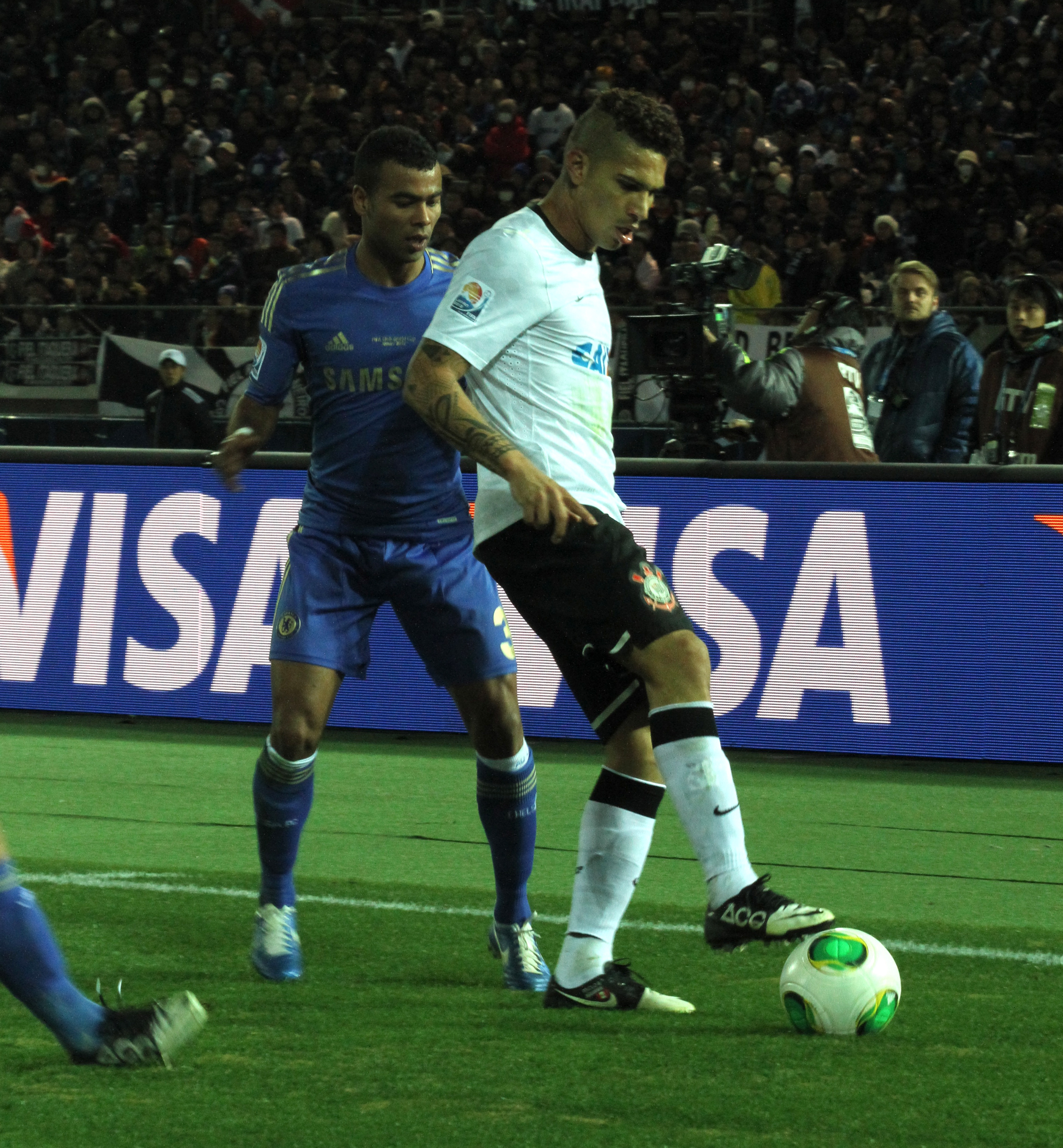
Паоло Герреро у фіналі клубного чемпіонату світу 2012 року проти Ешлі Коула. 16 грудня 2012 року.

Влітку 2010 року з'явилася інформація, що Герреро не став продовжувати контракт з клубом і по закінченні сезону як вільний агент перейде в іспанську «Валенсію»але незабаром керівництво клубу оголосило про продовження контракту з футболістом до 2014 року. У сезоні 2010/11 «Гамбург» вперше за той час, поки Герреро грав в клубі не брав участі в єврокубках, тому за весь сезон перуанець зіграв всього в 27-ми матчах і забив 5 голів. Взимку 2011 року керівництво мало намір віддати перуанця в оренду через те що він не мав постійної ігрової практики, проте гравець залишився в команді. 
У матчі першого туру нового чемпіонату 2011/12 з дортмундською «Боруссією», який завершився поразкою «Гамбурга» з рахунком 1:3, Паоло Герреро знову отримав травму вже на 42-й хвилині і пропустив старт сезону. На 54-й хвилині матчу 24-го туру з «Штутгартом» Герреро отримав червону картку за грубий підкат проти воротаря гостей Свена Ульрайха. За цей інцидент контрольно-дисциплінарний комітет німецького футбольного союзу дискваліфікував нападника на 8 матчів. 

### «Корінтіанс»
Влітку 2012 року футболіст перейшов у бразильський «Корінтіанс», де був покликаний замінити Лієдсона. В кінці того ж року Герреро забив обидва м'ячі команди на Клубному чемпіонаті світу в Японії, в тому числі і єдиний переможний гол у фінальному матчі проти «Челсі», який приніс «Корінтіансу» перемогу у турнірі.
Наступного року Герреро допоміг команді виграти чемпіонат штату Сан-Паулу, а також Рекопу Південної Америки. У травні 2013 року Герреро став першим перуанським футболістом, який потрапив на обкладинку бразильського футбольного журналу Placar.
У 2015 році Герреро і «Корінтіанс» не змогли досягти згоди з продовження контракту, який мав закінчитися 15 липня. Його остання гра за «Корінтіанс» відбулася 24 травня проти «Флуміненсе». Через три дні Паоло покинув клуб.

### «Фламенго»
29 травня 2015 року гравець перейшов в бразильський «Фламенго», підписавши контракт на 3 роки. Відтоді встиг відіграти за команду з Ріо-де-Жанейро 15 матчів в національному чемпіонаті.

## Виступи за збірну
Хосе Паоло Герреро виступав за юнацьку збірну Перу (до 17) (разом із Джефферсоном Фарфаном) і молодіжну збірну Перу (до 23), у складі якої він забив 3 голи.
У головній збірній Перу Паоло Герреро дебютував 9 жовтня 2004 року у відбірковому матчі чемпіонату світу 2006 року проти збірної Болівії, що завершився поразкою перуанців з рахунком 0:1. Герреро вийшов з перших хвилин і провів на полі весь матч.
У 2007 році Герреро взяв участь у Кубку Америки у Венесуелі. На тому Кубку Герреро взяв участь у всіх чотирьох матчах своєї збірної і навіть відзначився одним голом у ворота збірної Уругваю.
12 червня 2008 року у відбірковому матчі чемпіонату світу 2010 року з Уругваєм Хосе Паоло Герреро образив суддю матчу, який видалив його з поля вже на 37-й хвилині. За цей вчинок дисциплінарний комітет ФІФА дискваліфікував футболіста на 6 матчів і оштрафував його на 10 тис. швейцарських франків. Таким чином наступний матч за збірну Герреро провів лише через рік у відборі до чемпіонату світу 2010 року проти збірної Еквадору. 9 вересня 2009 року у відбірковому матчі чемпіонату світу 2010 року проти збірної Венесуели Паоло Герреро порвав хрестоподібні зв'язки коліна вже на 15-й хвилині матчу. Через цю травму йому довелося пропустити велику частину сезону 2009/10. Від цієї травми форвард довгий час відновлювався в Перу, так як в «Гамбург» він боявся летіти через аерофобію.
У 2011 році Герреро знову потрапив у заявку збірної на Кубок Америки в Аргентині, причому за місяць до турніру він отримав травму коліна і здавалося, що Герреро пропустить Кубок, але зумівши вчасно відновитися, Герреро все ж поїхав на Кубок. Паоло зіграв на турнірі в п'яти матчах і забив п'ять м'ячів, ставши найкращим бомбардиром і бронзовим призером Кубка. По голу він забив у матчах групового етапу зі збірними Уругваю (1:1) і Мексики (1:0). А в матчі за третє місце Герреро, який вийшов на поле з капітанською пов'язкою, відзначився хет-триком і гольовою передачею у ворота збірної Венесуели (4:1), завдяки чому Герреро був названий найкращим гравцем матчу.
У відборі на чемпіонат світу 2014 року Герреро знову був основним гравцем і забив 3 голи, проте перуанці вкотре не змогли кваліфікуватись на «мундіаль»
2015 року Герреро складі збірної знову став учасником розіграшу Кубка Америки у Чилі, на якому команда вдруге поспіль здобула бронзові нагороди. Сам же Герреро зіграв у всіх шести матчах і в чвертьфіналі відзначився хет-триком у воротах збірної Болівії (3:1), а в матчі за третє місце забив гол у ворота збірної Парагваю (2:0) і вдруге поспіль став найкращим бомбардиром Кубку Америки (цього разу — разом з Едуардо Варгасом), за що був включений в символічну збірну турніру.
Наразі провів у формі головної команди країни 65 матчів, забивши 25 голів.

## Статистика виступів

### Статистика клубних виступів
| Сезон                  | Команда                | Чемпіонат              | Чемпіонат | Чемпіонат | Національні кубки | Національні кубки | Національні кубки | Міжнародні кубки | Міжнародні кубки | Міжнародні кубки | Усього | Усього |
| Сезон                  | Команда                | Ліга                   | Ігор      | Голів     | Ліга              | Ігор              | Голів             | Ліга             | Ігор             | Голів            | Ігор   | Голів  |
| ---------------------- | ---------------------- | ---------------------- | --------- | --------- | ----------------- | ----------------- | ----------------- | ---------------- | ---------------- | ---------------- | ------ | ------ |
| 2004-2005              | «Баварія»              | БЛ                     | 13        | 6         | КН+КЛ             | 1+0               | 0                 | ЛЧ               | 6                | 1                | 20     | 7      |
| 2005-2006              | «Баварія»              | БЛ                     | 14        | 4         | КН+КЛ             | 3+0               | 1+0               | ЛЧ               | 7                | 1                | 24     | 6      |
| Усього за «Баварію»    | Усього за «Баварію»    | Усього за «Баварію»    | 27        | 10        |                   | 4+0               | 1+0               |                  | 13               | 2                | 44     | 13     |
| 2006-2007              | «Гамбург»              | БЛ                     | 20        | 5         | КН+КЛ             | 0+2               | 0                 | ЛЧ               | 7                | 0                | 29     | 5      |
| 2007-2008              | «Гамбург»              | БЛ                     | 29        | 9         | КН                | 3                 | 0                 | КУЄФА            | 9                | 5                | 41     | 14     |
| 2008-2009              | «Гамбург»              | БЛ                     | 31        | 9         | КН                | 5                 | 1                 | КУЄФА            | 12               | 2                | 48     | 12     |
| 2009-10                | «Гамбург»              | БЛ                     | 6         | 4         | КН                | 1                 | 0                 | ЛЄ               | 6                | 3                | 13     | 7      |
| 2010-11                | «Гамбург»              | БЛ                     | 25        | 4         | КН                | 2                 | 1                 | —                | —                | —                | 27     | 5      |
| 2011-12                | «Гамбург»              | БЛ                     | 25        | 6         | КН                | 0                 | 0                 | —                | —                | —                | 25     | 6      |
| Усього за «Гамбург»    | Усього за «Гамбург»    | Усього за «Гамбург»    | 134       | 37        |                   | 13                | 2                 |                  | 34               | 10               | 177    | 51     |
| 2012                   | «Корінтіанс»           | ЛП+A                   | 0+15      | 0+6       | КБ                | 0                 | 0                 | КЛ+КЧС           | 2+0              | 2+0              | 17     | 8      |
| 2013                   | «Корінтіанс»           | ЛП+A                   | 17+17     | 8+5       | КБ                | 3                 | 0                 | КЛ+РПА           | 8+1              | 5                | 46     | 18     |
| 2014                   | «Корінтіанс»           | ЛП+A                   | 12+26     | 1+12      | КБ                | 5                 | 3                 | —                | —                | —                | 43     | 16     |
| 2015                   | «Корінтіанс»           | ЛП+A                   | 13+1      | 8+0       | КБ                | 0                 | 0                 | КЛ               | 5                | 4                | 19     | 12     |
| Усього за «Корінтіанс» | Усього за «Корінтіанс» | Усього за «Корінтіанс» | 42+59     | 17+23     |                   | 8                 | 3                 |                  | 16               | 11               | 125    | 54     |
| Усього за кар'єру      | Усього за кар'єру      | Усього за кар'єру      | 262       | 87        |                   | 25                | 6                 |                  | 63               | 23               | 346    | 118    |

### Статистика виступів за збірну
| Дата       | Місто          | Господарі         | Результат  | Гості     | Турнір                                | Голи | Примітки |
| ---------- | -------------- | ----------------- | ---------- | --------- | ------------------------------------- | ---- | -------- |
| 09-10-2004 | Ла-Пас         | Болівія           | 1 – 0      | Перу      | Відбір до ЧС 2006                     | -    |          |
| 13-10-2004 | Асунсьйон      | Парагвай          | 1 – 1      | Перу      | Відбір до ЧС 2006                     | -    | 66'      |
| 17-11-2004 | Ліма           | Перу              | 2 – 1      | Чилі      | Відбір до ЧС 2006                     | 1    | 71'      |
| 30-03-2005 | Ліма           | Перу              | 2 – 2      | Еквадор   | Відбір до ЧС 2006                     | 1    |          |
| 04-06-2005 | Барранкілья    | Колумбія          | 5 – 0      | Перу      | Відбір до ЧС 2006                     | -    | 45'      |
| 07-06-2005 | Ліма           | Перу              | 0 – 0      | Уругвай   | Відбір до ЧС 2006                     | -    |          |
| 17-08-2005 | Такна          | Перу              | 3 – 1      | Чилі      | товариський матч                      | 1    | 84'      |
| 03-09-2005 | Маракайбо      | Венесуела         | 4 – 1      | Перу      | товариський матч                      | -    | 58'      |
| 09-10-2005 | Буенос-Айрес   | Аргентина         | 2 – 0      | Перу      | Відбір до ЧС 2006                     | -    | 26'      |
| 06-09-2006 | Іст-Резерфорд  | Еквадор           | 1 – 1      | Перу      | товариський матч                      | 1    | 77'      |
| 07-10-2006 | Він'я-дель-Мар | Чилі              | 3 – 2      | Перу      | товариський матч                      | 1    |          |
| 11-10-2006 | Такна          | Перу              | 0 – 1      | Чилі      | товариський матч                      | -    | 34'      |
| 03-06-2007 | Мадрид         | Еквадор           | 1 – 2      | Перу      | товариський матч                      | -    |          |
| 06-06-2007 | Барселона      | Еквадор           | 2 – 0      | Перу      | товариський матч                      | -    |          |
| 26-06-2007 | Мерида         | Уругвай           | 0 – 3      | Перу      | Копа Америка 2007 - 1-й етап          | 1    | 55'      |
| 30-06-2007 | Сан-Кристобаль | Венесуела         | 2 – 0      | Перу      | Копа Америка 2007 - 1-й етап          | -    |          |
| 03-07-2007 | Мерида         | Перу              | 2 – 2      | Болівія   | Копа Америка 2007 - 1-й етап          | -    |          |
| 08-07-2007 | Баркісімето    | Аргентина         | 4 – 0      | Перу      | Копа Америка 2007 - чвертьфінал       | -    | 55'      |
| 08-09-2007 | Ліма           | Перу              | 2 – 2      | Колумбія  | товариський матч                      | 2    | 72'      |
| 12-09-2007 | Ліма           | Перу              | 2 – 0      | Болівія   | товариський матч                      | 1    | 67'      |
| 18-11-2007 | Ліма           | Перу              | 1 – 1      | Бразилія  | Відбір до ЧС 2010                     | -    | 46'      |
| 31-05-2008 | Уельва         | Іспанія           | 2 – 1      | Перу      | товариський матч                      | -    |          |
| 08-06-2008 | Чикаго         | Мексика           | 4 – 0      | Перу      | товариський матч                      | -    |          |
| 14-06-2008 | Ліма           | Перу              | 1 – 1      | Колумбія  | Відбір до ЧС 2010                     | -    |          |
| 17-06-2008 | Монтевідео     | Уругвай           | 6 – 0      | Перу      | Відбір до ЧС 2010                     | -    | 9', 37'  |
| 07-06-2009 | Ліма           | Перу              | 1 – 2      | Еквадор   | Відбір до ЧС 2010                     | -    |          |
| 10-06-2009 | Медельїн       | Колумбія          | 1 – 0      | Перу      | Відбір до ЧС 2010                     | -    | 5' 87'   |
| 09-09-2009 | Пуерто-ла-Крус | Венесуела         | 3 – 1      | Перу      | Відбір до ЧС 2010                     | -    | 15'      |
| 29-03-2011 | Гаага          | Еквадор           | 0 – 0      | Перу      | товариський матч                      | -    | 75'      |
| 04-07-2011 | Сан-Хуан       | Уругвай           | 1 – 1      | Перу      | Копа Америка 2011 - 1-й етап          | 1    | 25'      |
| 08-07-2011 | Мендоса        | Перу              | 1 – 0      | Мексика   | Копа Америка 2011 - 1-й етап          | 1    |          |
| 16-07-2011 | Кордова        | Колумбія          | 0 – 2 д.ч. | Перу      | Копа Америка 2011 - чвертьфінал       | -    |          |
| 19-07-2011 | Ла-Плата       | Перу              | 0 – 2      | Уругвай   | Копа Америка 2011 - півфінал          | -    |          |
| 23-07-2011 | Ла-Плата       | Перу              | 4 – 1      | Венесуела | Копа Америка 2011 - матч за 3-є місце | 3    |          |
| 07-10-2011 | Ліма           | Перу              | 2 – 0      | Парагвай  | Відбір до ЧС 2014                     | 2    | 91'      |
| 11-10-2011 | Сантьяго       | Чилі              | 4 – 2      | Перу      | Відбір до ЧС 2014                     | -    |          |
| 15-11-2011 | Кіто           | Еквадор           | 2 – 0      | Перу      | Відбір до ЧС 2014                     | -    |          |
| 29-02-2012 | Туніс          | Перу              | 1 – 1      | Туніс     | товариський матч                      | -    | 77'      |
| 23-05-2012 | Ліма           | Перу              | 1 – 0      | Нігерія   | товариський матч                      | 1    | 58'      |
| 03-06-2012 | Ліма           | Перу              | 0 – 1      | Колумбія  | Відбір до ЧС 2014                     | -    |          |
| 10-06-2012 | Монтевідео     | Уругвай           | 4 – 2      | Перу      | Відбір до ЧС 2014                     | 1    | 53'      |
| 15-08-2012 | Сан-Хосе       | Коста-Рика        | 0 – 1      | Перу      | товариський матч                      | -    | 83'      |
| 07-09-2012 | Ліма           | Перу              | 2 – 1      | Венесуела | Відбір до ЧС 2014                     | -    | 49'      |
| 11-09-2012 | Ліма           | Перу              | 1 – 1      | Аргентина | Відбір до ЧС 2014                     | -    | 86'      |
| 16-10-2012 | Асунсьйон      | Парагвай          | 1 – 0      | Перу      | Відбір до ЧС 2014                     | -    | 60' 67'  |
| 06-02-2013 | Кува           | Тринідад і Тобаго | 0 – 2      | Перу      | товариський матч                      | -    | 46'      |
| 07-06-2013 | Ліма           | Перу              | 1 – 0      | Еквадор   | Відбір до ЧС 2014                     | -    | 46'      |
| 11-06-2013 | Барранкілья    | Колумбія          | 2 – 0      | Перу      | Відбір до ЧС 2014                     | -    |          |
| 14-08-2013 | Сувон          | Південна Корея    | 0 – 0      | Перу      | товариський матч                      | -    | 68'      |
| 06-09-2013 | Ліма           | Перу              | 1 – 2      | Уругвай   | Відбір до ЧС 2014                     | -    |          |
| 10-09-2013 | Пуерто-ла-Крус | Венесуела         | 3 – 2      | Перу      | Відбір до ЧС 2014                     | -    | 61'      |
| 04-09-2014 | Дубай          | Ірак              | 0 – 2      | Перу      | товариський матч                      | -    | 54' 66'  |
| 09-09-2014 | Доха           | Катар             | 0 – 2      | Перу      | товариський матч                      | 1    |          |
| 10-10-2014 | Вальпараїсо    | Чилі              | 3 – 0      | Перу      | товариський матч                      | -    |          |
| 14-11-2014 | Луке           | Парагвай          | 2 – 1      | Перу      | товариський матч                      | 1    | 88'      |
| 18-11-2014 | Ліма           | Перу              | 2 – 1      | Парагвай  | товариський матч                      | -    | 31', 67' |
| 03-06-2015 | Ліма           | Перу              | 1 – 1      | Мексика   | товариський матч                      | -    |          |
| 14-06-2015 | Темуко         | Перу              | 1 – 2      | Бразилія  | Копа Америка 2015 - 1-й етап          | -    | 30'      |
| 18-06-2015 | Вальпараїсо    | Перу              | 1 – 0      | Венесуела | Копа Америка 2015 - 1-й етап          | -    |          |
| 21-06-2015 | Темуко         | Колумбія          | 0 – 0      | Перу      | Копа Америка 2015 - 1-й етап          | -    |          |
| 25-06-2015 | Темуко         | Болівія           | 1 – 3      | Перу      | Копа Америка 2015 - чвертьфінал       | 3    |          |
| 29-06-2015 | Сантьяго       | Чилі              | 2 – 1      | Перу      | Копа Америка 2015 - півфінал          | -    |          |
| 03-07-2015 | Консепсьйон    | Перу              | 2 – 0      | Парагвай  | Копа Америка 2015 - матч за 3-є місце | 1    |          |
| Усього     |                | Матчів            | 63         |           | Голів (2 місце)                       | 24   |          |

## Титули і досягнення

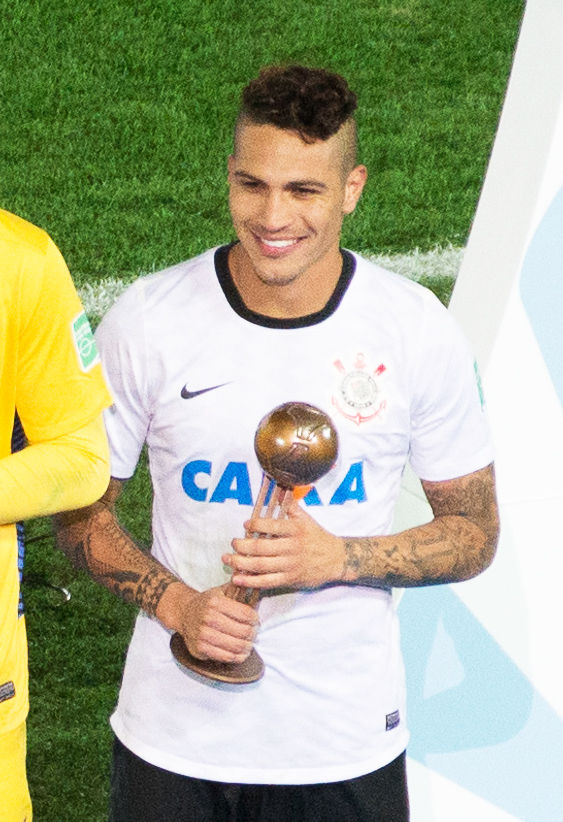
Паоло Герреро з «бронзовим м'ячем» Клубного чемпіонату світу

### Командні
- Чемпіон Німеччини (2):

«Баварія»: 2004-05, 2005-06
- Володар Кубка Німеччини (2):

«Баварія»: 2004-05, 2005-06
- Переможець Кубка Інтертото (1):

«Гамбург»: 2007
- Клубний чемпіон світу (1):

«Корінтіанс»: 2012
- Переможець Рекопи Південної Америки (1):

«Корінтіанс»: 2013
- Чемпіон штату Сан-Паулу (1):

«Корінтіанс»: 2013
- Переможець Південноамериканського кубка (1):

ЛДУ Кіто: 2023
- Срібний призер Кубка Америки: 2019
- Бронзовий призер Кубка Америки: 2011, 2015

### Особисті
- Найкращий бомбардир чемпіонату регіональної ліги «Південь»: 2004 (21 гол)
- Найкращий бомбардир Кубка Америки: 2011 (5 голів), 2015 (4 голи, разом з Едуардо Варгасом)
- Володар «бронзового м'яча» Клубного чемпіонату світу: 2012
- Найкращий бомбардир чемпіонату штату Сан-Паулу: 2013
- У символічній збірній чемпіонату штату Сан-Паулу: 2013
- У символічній збірній Кубка Америки: 2015